# Districte de Bareilly
El districte de Bareilly és una divisió administrativa de l'estat d'Uttar Pradesh a l'Índia. La capital es Bareilly. La superfície és de 4.120 km² i la població, de 3.618.589 habitants (2001).

## Divisions
Està dividit en sis tehsils:
- Aonla
- Baheri
- Bareilly
- Faridpur
- Meerganj
- Nawabganj

## Història
Vers el segle ii aC el territori fou part del regne de Panchala segons monedes dels seus reis trobades a Ramnagar; estaven emparentats per matrimoni a una dinastia que governava al sud d'Allahabad potser els reis Sunga.
Al segle VII un regne de nom Ahichhattra, al districte o proper, fou visitat pel peregrí Hiuen Tsiang.
A partir del segle XI el territori fou anomenat Katehr (més tard Rohilkhand) i estava poblat per rajputs. El 1194 el gúrida Shahib al-Din Muizz al-Din o el seu general Qutb-ad-Din Àybak va conquerir Bangarh (al districte de Badaun), però no es tenen més notícies sobre els musulmans a la zona fins al sultà de Delhi Nasr al-Din Mahmud Shah (1246-1266) el 1252. Catorze anys després Giyath ad-Din Balban Ulugh Khan (1266-1287/1288) va anar a Kampil, va matar als hindús i va derrotar els katehriya rajputs. El 1290 Djalal al-Din Firuz Shah Khalji (1290-1296) va tornar a la regió (Katehr) i la va sotmetre definitivament fora d'algunes revoltes locals en anys posteriors.
La tradició diu que foren dos rajputs katehriya, Bas Deo i Barel Deo els que van fundar Bareilly el 1527. Sota Shah Jahan, Bareilly va agafar el lloc de capital regional substituint a Badaun. El 1628 Ali Kuli Khan era governador de Bareilly. El 1657 Raja Makrand Rai va refundar Bareilly a l'oest de la vella ciutat i va expulsar els katehriya de la rodalia.
Va seguir una dinastia regular de governadors fins a la mort d'Aurangzeb el 1707 quan van començar les revoltes dels senyors hindús contra el poder imperial, el que va facilitar l'establiment d'un nou poder: Ali Muhammad Khan Rohilla, el senyor dels rohilla afganesos, va derrotar els governadors de Bareilly i Moradabad, i es va apoderar de tot el Katehr que fou anomenat llavors Rohilkhand (País dels Rohilla); el 1744 va conquerir Kumaun en direcció a Almora; però el 1746 l'emperador mogol el va derrotar i el va fer presoner, sent portat a Delhi. El 1748 fou alliberat i restablert en els seus dominis com a governador de Katehr, a canvi de servir com a general de l'imperi; va morir el 1749 i fou enterrat a Aonla.
El van succeir els seus fills, sota la custòdia de Hafiz Rahmat Khan. El wazir i nawab d'Oudh Safdar Jang s'oposava a aquest govern i va enviar al nawab de Farrukhabad contra Hafiz, però sense resultat positiu, ja que el regent el va derrotar i matar el nawab de Farrukhabad; llavors va avançar al nord, va conquerir Pilibhit i el tarai. El wazir i nawab d'Oudh, Safdar Jang, va saquejar la propietat del difunt nawab de Farrukhabad al saber la seva mort i això va portar a una aliança entre la família de Farrukhabad i els rohilla; Ahmad Khan de Farrukhabad va derrotar el general Nawal Rai (al servei de Safdar Jang) i va assetjar Allahabad, ocupant part de l'Oudh. El wazir va cridar en ajut als marathes mercès als quals va poder derrotar a Ahmad Khan i als rohilles a Fatehgarh i a Bisauli, prop d'Aonla. Els derrotats van quedar assetjats durant quatre mesos al peu de les muntanyes, però una vegada es va saber la invasió de l'Índia per Ahmad Shah Durrani, es va acordar la pau; Hafiz Rahmat Khan esdevingué de facto sobirà de Rohilkhand.
Quan va pujar al tron d'Oudh Shuja al-Dawla, Hafiz Rahmat Khan es va unir a les forces imperials per atacar-lo conjuntament, però el nawab va comprar la seva retirada per un pagament de 5 lakhs. Hafiz Rahmat Khan va aprofitar la victòria de Panipat del 1761 per apoderar-se d'Etawah i durant uns anys en els quals Shuja al-Dawla va estar enfrontat als britànics, es va reforçar fortificant les seves ciutats i fundant noves fortaleses. El 1770 Najib al-Dawla va avançar amb l'exèrcit maratha de Sindhia i Holkar i va derrotar a Hafiz Rahmat Khan, forçant als rohilles a demanar ajut al wazir d'Oudh; fou Shuja al-Dawla el que va garantir els 40 lakhs a canvi dels quals els marathes es van retirar de Rohilkhand; Hafiz no va poder pagar i llavors Shuja al-Dawla, després de lliurar-se dels marathes, va atacar Rohilkhand amb l'ajut de forces britàniques dirigides per Warren Hastings, i el va sotmetre després d'una assoladora guerra; Hafiz Rahmat fou mort però Faizullah, el fill d'Ali Muhammad Khan, es va escapar cap al nord-oest i va esdevenir el cap dels rohilles.
Després de diverses negociacions Faizullah va fer un tracte amb Shuja al-Dawla el 1774 pel qual acceptava 9 parganes (vegeu Rampur) i la resta del Rohilkhand passava a Oudh. Saadat Ali fou nomenat governador de Bareilly depenent d'Oudh; el 1794 una revolució a Rampur va obligar a la intervenció britànica que van combatre els rebels a Bhitaura o Fatehganj (West), on un obelisc va commemorar la matança. El districte va romandre en mans d'Oudh fins al 1801 quan Rohilkhand amb Allahabad i Kora, foren cedides a la Companyia Britànica de les Índies Orientals a canvi del tribut; Henry Wellesley, germà del governador general, fou nomenat cap de la junta de comissionats de Bareilly i després a Farrukhabad.
El 1805 el pindari Amir Khan va fer una incursió al Rohilkhand però fou rebutjat; hi va haver disturbis el 1816, 1837 i 1842 però en general no hi va haver incidents majors fins al 1857. El 31 de maig de 1857 les tropes natives a Bareilly es van revoltar i els europeus van fugir a Naini Tal (Naintal o Nainital) i Khan Bahadur, net de Hafiz Rahmat Khan, fou proclamat nawab nazim de Rohilkhand. El juliol va organitzar un govern. Tres expedicions van intentar capturar Naini Tal però no van tenir èxit i el setembre van arribar les notícies de la caiguda de Delhi a mans dels britànics. Walidad Khan, el cap rebel de Bulandshahr, el nawab de Fatehgarh i altres caps rebels es van refugiar a Bareilly. Una quarta expedició contra Naini Tal va tenir tan poc d'èxit com les tres anteriors. El 25 de març de 1858 va arribar a Bareilly el cap rebel Nana Sahib, que havia fugit d'Oudh; a l'abril, Nana Sahib va fugir a l'interior d'Oudh. A la caiguda de Lucknow, el cap de la zona Firoz Shah es va retirar a Bareilly i va ocupar Moradabad el 22 d'abril, però fou obligat a evacuar-la; el nawab de Najibabad, cap dels rebels de Bijnor, es va unir a Bahadur i Firoz a Bareilly i eren allí quan va arribar l'exèrcit britànic davant la ciutat el 5 de maig; el dia 7 els líders van fugir a l'interior d'Oudh i la ciutat fou ocupada pels britànics sense gaire resistència.
El districte es va formar el 1801 (junt amb el districte de Moradabad formaven el Rohilkhand); el 1813-1814 es va formar el districte de Shahjahanpur amb territoris dels dos districtes; el 1824 es va formar també amb territoris dels dos, el districte de Budaun; el 1858 es va separar la part sud del districte de Naini Tal i 64 pobles foren transferits al nawab de Rampur en premi per la seva lleialtat. El 1879 es va separar el districte de Pilibhit. El 1901 el districte tenia 4092 km². La Gaseta de l'Índia amb dades del 1901 dona com a rius:
- Ramganga
- Dojora, i el seu afluent el Kichha o West Bahgul
- Deoranian
- Nakatia
- East Bahgul, i el seu afluent Pangaili
- Deoha

El districte tenia 12 viles i 1294 pobles i la població era: 
- 1872, 1.015.041
- 1881, 1.030.936
- 1891, 1.040.949
- 1901, 1.090.117.

Estava dividit en sis tehsils: 
- Faridpur
- Bareilly
- Aonla
- Mirganj
- Baheri
- Nawabganj

Les principals ciutats eren Bareilly i Aonla. El tehsil de Bareilly tenia 803 km² i 298.482 habitants el 1891 i 325.650 el 1901 distribuïts en 414 pobles i una municipalitat, Bareilly.